# Head-driven phrase structure grammar
Head-driven phrase structure grammar (HPSG, česky frázová gramatika řízená hlavou) je vysoce lexikalizovaná unifikační gramatika (založená na omezeních),
kterou vytvořil Carl Pollard a Ivan Sag. Je jedním z typů frázové gramatiky v protikladu k závislostním gramatikám, a je bezprostředním následníkem Zobecněné frázové gramatiky. HPSG přebírá koncepty z jiných oborů, např. teorii datových typů a reprezentaci znalostí z matematické informatiky a používá pojem znaku zavedený Ferdinandem de Saussurem. Používá jednotný formalismus a modulární organizaci, díky čemuž je atraktivní pro zpracování přirozeného jazyka.
HPSG zahrnuje principy a pravidla gramatiky a lexikální položky, které obvykle nejsou považovány za součást gramatiky. Formalismus vychází z lexikalismu; to znamená, že lexikon je více než jen seznam položek; sám je bohatě strukturovaný. Jednotlivé položky jsou označeny typem. Typy tvoří hierarchii. První verze HPSG byly velmi lexikalizované s málo gramatickými pravidly (schématy). Novější výzkum přidává více bohatších pravidel, čímž se blíží konstrukční gramatice.
Základní typ, se kterým HPSG pracuje, je znak. Slova a fráze jsou dva různé podtypy znaku. Slovo má dvě vlastnosti: [PHON] (fonetickou formu) a [SYNSEM] (syntaktickou a sémantickou informaci), které jsou rozčleněny na dílčí vlastnosti. Znaky a pravidla jsou formalizovány jako typované sestavy rysů.

## Ukázka gramatiky
HPSG generuje řetězce kombinováním znaků, které jsou definovány svým umístěním v typové hierarchii a svou interní sestavou rysů, reprezentovanou maticemi hodnot atributů (anglicky attribute value matrix, AVM). Hodnotami vlastností jsou typy nebo seznamy typů, a tyto hodnoty mohou zase mít své vlastní sestavy rysů. Gramatická pravidla jsou z větší části vyjádřena omezeními, které si znaky vzájemně kladou. Sestava rysů znaku popisuje jeho fonologické, syntaktické a sémantické vlastnosti. V běžném zápisu AVM se vlastnosti píší antikvou velkými písmeny a typy kurzívou malými písmeny. Číslované indexy v AVM reprezentují shodné hodnoty tokenů.
Ve zjednodušené AVM pro slovo (v tomto případě sloveso, ne substantivum jako ve frázi „nice walks for weekend“ „hezké vycházky na víkend“) je kategoriální informace slovesa „walks“ (CAT) rozdělena na vlastnosti, které jej popisují (HEAD) a vlastnosti, které popisují jeho argumenty (VALENCE).
“Walks“ je znak typu slovo (word) s hlavou typu sloveso (verb). Jako intranzitivní sloveso nemá „walks“ žádné doplnění, vyžaduje však podmět, který je ve třetí osobě jednotného čísla. Sémantická hodnota podmětu (OBSAH) je koindexován s jediným argumentem slovesa (individuem, které provádí walking). Následující AVM pro slovo „she“ reprezentuje znak s hodnotou SYNSEM, který by mohl splňovat tyto požadavky.
Znaky typu fráze se unifikují s jedním nebo více potomky a propagují informace vzhůru. Následující AVM kóduje pravidlo bezprostřední dominance pro head-subj-phrase, která vyžaduje dva potomky: potomka, který je hlavou (sloveso) a potomka, který není hlavou, které vyplňuje SUBJ omezení slovesa.
Konečný výsledek je znak se slovesnou hlavou, prázdnými subkategorizačními vlastnostmi, a fonologickou hodnotou, která řídí dva potomky.
Přestože skutečná HPSG gramatika je zcela složena ze sestav rysů, lingvisté často používají stromy pro reprezentaci unifikace znaků, kde by ekvivalentní AVM byla těžkopádná.

## Implementace
Byly vytvořeny různé syntaktické analyzátory založené na HPSG formalismu a zkoumají se jejich optimalizace. Příklad systému pro analýzu německých vět byl vytvořen na Svobodné univerzitě Berlín. Projekt CoreGram gramatické skupiny z této univerzity poskytuje gramatiky s otevřeným zdrojovým textem, které byly implementovány v systému TRALE. V současnosti existují gramatiky němčiny, dánštiny, mandarínské čínštiny, maltštiny, a perštiny, které sdílí společné jádro a jsou veřejně dostupné.
Velké HPSG gramatiky různých jazyků jsou vyvíjeny v rámci Deep Linguistic Processing with HPSG Initiative (DELPH-IN). Gramatiky angličtiny, němčiny, a japonštiny s velkým pokrytím jsou dostupné pod svobodnou licencí. Tyto gramatiky mohou být používány mnoha kompatibilními HPSG analyzátory s otevřeným zdrojovým kódem: LKB, PET, Ace, a agree. Všechny tyto gramatiky produkují sémantickou reprezentaci ve formátu “Linguistic Knowledge Builder”, MRS. Deklarativní povaha formalismu HPSG znamená, že tyto komputační gramatiky mohou být typicky používány jak pro syntaktickou analýzu tak pro generování přirozeného jazyka (vytváření povrchových řetězců ze sémantických vstupů). Pro vývoj a testování gramatik, a také k trénování modelů rankingu, který při analýze (nebo realizaci při generování) rozhoduje o věrohodnosti jednotlivých interpretací, se používají stromové banky distribuované také jako součást DELPH-IN.
Enju je volně dostupný pravděpodobnostní HPSG analyzátor se širokým pokrytím pro angličtinu vyvinutý v Tsujii Laboratory na Tokijské univerzitě.